# Seule l'union sauve les Serbes

La croix serbe, emblème de la dynastie Paléologue au milieu du XIIIe siècle

Само Слога Србина Спасава, ou Samo Sloga Srbina Spasava, est une devise nationaliste serbe signifiant « Seule l'union sauve les Serbes ».
Les initiales de cette devise correspondent aux quatre lettres CCCC figurant dans la croix serbe.